# Goonellabah
Goonellabah är en ort i Australien. Den ligger i kommunen Lismore Municipality och delstaten New South Wales, i den sydöstra delen av landet, omkring 590 kilometer norr om delstatshuvudstaden Sydney. Antalet invånare är 12 137.
Närmaste större samhälle är Lismore, nära Goonellabah.
Omgivningarna runt Goonellabah är en mosaik av jordbruksmark och naturlig växtlighet. Runt Goonellabah är det ganska glesbefolkat, med 38 invånare per kvadratkilometer. Genomsnittlig årsnederbörd är 1 776 millimeter. Den regnigaste månaden är januari, med i genomsnitt 298 mm nederbörd, och den torraste är oktober, med 39 mm nederbörd.